# Niccolò Aggiunti
Niccolò Aggiunti (Sansepolcro, 1600 – Pisa, 1635) foi um matemático italiano. Estudou em Pisa, onde foi aluno de Benedetto Castelli. Após obter a laurea em 1621, foi um dos professores particulares de Fernando II de Médici. Durante este período provavelmente encontrou Galileu Galilei, sendo mais tarde um de seus alunos favoritos. Em 1626 ocupou a cátedra de matemática na Universidade de Pisa, como sucessor de Castelli. Em Sansepolcro, sua cidade natal, uma das principais estradas do centro histórico leva seu nome.

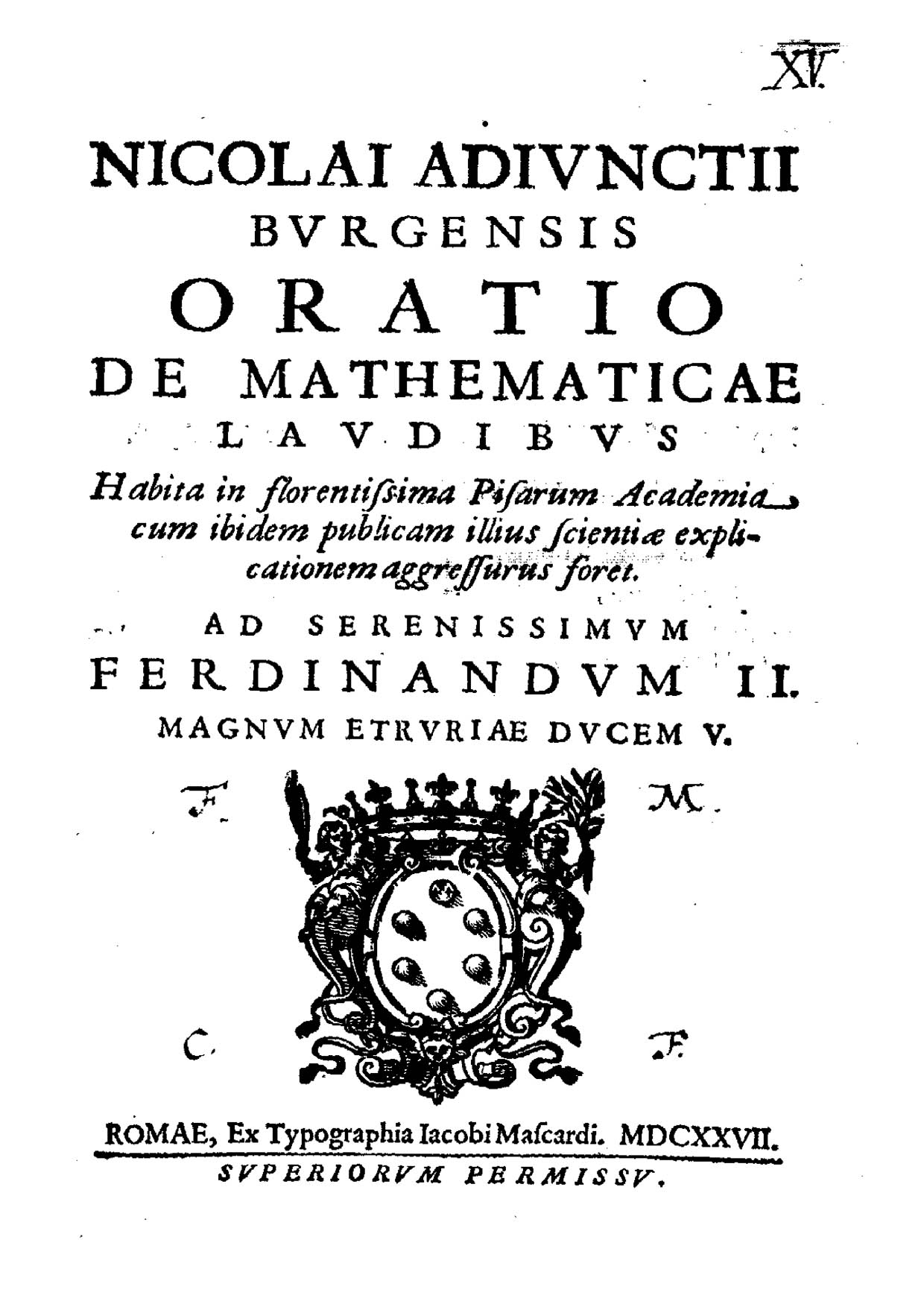
Oratio de mathematicae laudibus, 1627